# Llengua de signes
Les llengües de signes son llengües utilitzades majoritàriament per persones sordes, gràcies a les quals poden establir un canal d'informació bàsica per a la relació amb el seu entorn social. Mentre que, amb el llenguatge oral, la comunicació s'estableix mitjançant un canal auditiu, les llengües de signes ho fan per un canal visual i espacial. Cada una pot tenir la seva estructura gramatical pròpia caracteritzada pels paràmetres següents: la configuració d'una o dues mans, dels seus moviments, de les seues orientacions, de la seua ubicació espacial, i dels elements no manuals (moviments labials -que poden ser verbals i orals-, facials, linguals, d'espatlles, i de cap).
Malgrat que les llengües de signes siguen naturals entre les persones amb sordesa, el seu origen és tan antic com la llengua oral en la humanitat, i també han sigut utilitzades per comunitats d'oients. De fet, els amerindis de la regió de les Grans Planures d'Amèrica del Nord fan servir una llengua de signes per a fer-se entendre entre tribus que parlaven llengües diferents, i avui en dia encara la fan servir per algunes persones. Un altre cas, també pels amerindis, és a l'illa de Manhattan, on vivia una única tribu en què la majoria dels seus integrants eren sords a causa de l'herència expansiva d'un gen dominant, i es comunicaven amb una llengua de signes. Malgrat això, a hores d'ara no hi ha referències documentals sobre el llenguatge signat abans del segle xviii, les dades que es tenen tracten, sobretot, de sistemes educatius per a persones sordes.
El nombre de llengües de signes a tot el món no es coneix amb precisió. En general, cada país té la seva pròpia llengua de signes nativa; alguns en tenen més d'un. L'edició de 2021 de Ethnologue enumera 150 llengües de signes, mentre que l'Atles SIGN-HUB of Sign Language Structures enumera més de 200 i assenyala que n'hi ha més que no s'han documentat o descobert encara. A partir del 2021, la llengua de signes indo és la llengua de signes més utilitzada al món, i Ethnologue la classifica com la 151a llengua més "parlada" del món.
Al País Valencià, es va fer un programa pilot d'introducció a l'ensenyament de la llengua de signes en l'educació ordinària. El programa pilot es realitzà el 2018 en dos col·legis: el Luis Fortich-IVAF i la cooperativa d'ensenyament Som Escola. Pretenia que els alumnes coneguessin noves realitats i normalitzar la presència a classe d'aquest sistema de comunicació.

## Lingüística
Igual que passa amb el llenguatge oral, no hi ha necessàriament una llengua per a cada estat, i encara menys una llengua universal, sinó que hi ha diverses llengües signades al món localitzades regionalment. Així, hi ha almenys unes cinquanta llengües pràcticament inintel·ligibles entre si, i nombrosos dialectes, alguns dels quals coexisteixen dins d'una mateixa ciutat. A més a més, hi ha un sistema de signes internacional (SSI), que es pot considerar com una barreja artificial dels signes de les diferents llengües que en formen una de nova estàndard o internacional, equivalent per exemple a la llengua oral de l'esperanto, i és utilitzada per signants que no comparteixen una llengua de signes comuna, que necessiten comunicar-se sense la intermediació d'un intèrpret.
La seua estandardització regional s'associa normalment quan en una regió s'hi constitueix una escola de xiquets sords, i la seua difusió a causa d'alguna mena de dispersió social i geogràfica d'aquests alumnes quan ja són adults. En el cas dels Països Catalans, la primera escola per a sords es constituí a la ciutat de València en l'any 1843, des d'on la llengua de signes valenciana (LSV) s'estengué pel País Valencià i a diversos punts de l'estat espanyol, però especialment a les ciutats de Barcelona, Mallorca, i Granada. No obstant això, amb el temps, les llengües de signes de cada zona evolucionaren independentment del signat al País Valencià, i s'estengueren, al seu torn, a més llocs de la península Ibèrica. Per exemple, en el cas de Barcelona, s'estengué per Catalunya i es creà la llengua de signes catalana (LSC).
En termes lingüístics, la llengua de signes pot ser tan rica i complexa com qualsevol altra llengua oral, malgrat la generalitzada concepció equivocada que són «llengües artificials». En la lingüística, s'han estudiat diverses llengües de signes i s'ha trobat que tenen tots els components lingüístics necessaris per a classificar-les com una llengua natural. Les llengües de signes no són simple mímica, i no són tampoc una reproducció visual d'alguna versió simplificada de cap llengua oral. Hi tenen una rica i complexa gramàtica i, com qualsevol altra llengua, es poden fer servir per a discutir qualsevol tema, des del més senzill i concret fins allò abstracte i dens. Les llengües de signes, tal com les orals, s'organitzen per unitats elementals sense significat (fonemes en la llengua oral, i queremes en la llengua signada) dins d'una unitat semàntica amb significat.
Un altre concepte equivocat i generalitzat és que les llengües de signes tenen alguna mena de dependència de les llengües orals, per exemple, que utilitzen bàsicament un lletreig de les paraules d'una llengua oral mitjançant símbols gestuals, o que foren inventades per persones oients (a alguns professors oients d'escoles per a sords, com ara Pedro Ponce de León, o Thomas Hopkins Gallaudet, se'ls considera inventors de la llengua signada).
En les llengües de signes s'utilitza l'alfabet dactilològic, generalment per als noms propis, si bé només és una de les nombroses eines que hi tenen. Antigament, l'ús de la dactilologia en les llengües de signes era una pressuposada prova que només eren una versió pobra o simplificada de les llengües orals. Paral·lelament, açò equivaldria a dir que el català no és una llengua natural perquè conté paraules onomatopeiques. Això sí, alguns signes poden ser creats a partir de la dactilologia, els quals s'anomenen signes lexicalitzats.
En general, les llengües de signes són independents de les llengües orals i segueixen la seua pròpia línia de desenvolupament. Per exemple, el signat del País Valencià, Illes Balears i Catalunya són diferents, malgrat que els oients d'aquests països comparteixen una mateixa llengua oral. Finalment, una àrea que té més d'una llengua oral pot tenir una mateixa llengua de signes, malgrat que hi haja diferents llengües orals, com és el cas dels molts estats que usen la llengua de signes americana, que conviu amb diferents llengües orals.
Una prova més de la separació de les llengües orals de les llengües de signes és el fet que aquestes últimes exploten únicament els trets del mitjà visual. La llengua oral és auditiva i, conseqüentment, lineal. Només es pot emetre o rebre un so alhora, mentre que la llengua de signes és visual i, per tant, es pot referir a un espai sencer al mateix temps. En conseqüència, la informació pot fluir mitjançant diversos "canals" i expressar-se simultàniament. Per exemple, en català, es podria dir la frase "Jo conduí per ací". Per a afegir informació addicional sobre la conducció, però, s'hauria de fer una frase més llarga o afegir-hi una frase més. Tal com, "Jo conduí per ací i fou de molt de goig". O, alternativament, "Jo conduí per ací. Fou una bona conducció".
No contrastant, en la llengua de signes valenciana, la informació sobre la bona sensació de conducció pot ser expressada simultàniament amb el verb (conduir), aprofitant els avantatges de les capacitats visuals en què es poden fer signes no manuals (fet amb la posició del cos i l'expressió facial) o manuals (un signe en cada mà), al mateix temps que s'està signant el verb conduir. Per tant, mentre que en català la frase "Jo conduí per ací i fou de molt de goig" és més llarga que la frase "Jo conduí per ací", en la llengua de signes valenciana ambdues frases poden ser expressades en el mateix interval de temps.
Una altra característica que diferencia la llengua de signes de l'oral és la capacitat de ser escrita. Normalment, les llengües de signes no s'escriuen, entre altres causes, perquè la majoria de les persones sordes signants llegeixen i escriuen en la llengua oral del seu país. Malgrat açò, hi ha hagut propostes de desenvolupar sistemes per a transcriure la llengua de signes, provinents sobretot del món acadèmic, però totes tenen deficiències en el moment de captar tots els trets físics que utilitzen les llengües de signes (especialment, els elements no manuals i posicionals). Com a conseqüència d'això, el seu ús sempre ha estat limitat per a la recerca.
A la Biblioteca Virtual de Llengua de Signes de la Universitat d'Alacant, per exemple, hi ha una proposta recent d'un sistema d'escriptura utilitzant l'alfabet llatí per a símbols, per qüestions de polivalència tecnològica. Nogensmenys, la proposta de sistema d'escriptura de llengua de signes més difosa i prestigiosa a Europa és l'HamNoSys (sistema de notació d'Hamburg de la llengua de signes), desenvolupada des de fa més de 50 anys per la Universitat d'Hamburg, en què s'utilitzen icones i símbols específics.

## Situació legal
Algunes llengües de signes han obtingut algun tipus de reconeixement legal, mentre que altres no tenen cap estatus. Sarah Batterbury ha argumentat que les llengües de signes s'han de reconèixer i recolzar no només com a adaptació per a persones amb discapacitat, sinó com a mitjà de comunicació de les comunitats lingüístiques. Els requisits legals que cobreixen l'accessibilitat de la llengua de signes als mitjans varien d'un país a un altre.
La llengua de signes catalana obtingué reconeixement oficial el 30 de juny del 1994 per part de la Generalitat de Catalunya, mitjançant un decret que en promou i facilita l'ús en l'administració i, especialment, en l'ensenyament obligatori, en què s'han establert diverses escoles bilingües. La llengua de signes valenciana, i la de les Illes Balears no són oficials als seus respectius països.
A nivell estatal, la Confederació Estatal de Persones Sordes promou una estandardització i homogeneïtzació de totes les llengües de signes existents a l'estat espanyol amb el nom de llengua de signes espanyola (LSE), tot i que no té tampoc cap mena de reconeixement oficial per part de l'estat. No obstant això, rigorosament, a l'estat espanyol no existeix lingüísticament la LSE, la seua existència és més aviat per causes polítiques. De fet, a l'estat espanyol, hi ha més de 10 llengües de signes, i la LSE pren referència fonamentalment en una d'aquestes, la llengua signada a Madrid, Extremadura i Castella-La Manxa. Aquesta situació legal a l'estat espanyol ha fet que comunitats autònomes com Andalusia i Catalunya hagen decidit d'avançar pel seu compte, i reconèixer l'oficialitat de les seues respectives llengües de signes en l'àmbit propi.
A l'octubre de l'any 2005, el Parlament de Catalunya aprovà que el nou Estatut català, en l'article 50.6 inclogués el reconeixement de la LSC amb el text següent: Els poders públics han de garantir l'ús de la llengua de signes catalana i les condicions que permetin d'assolir la igualtat de les persones amb sordesa que optin per aquesta llengua, que ha de ser objecte d'ensenyament, protecció i respecte. La situació legal de la LSC, ara per ara, és aquesta.

## Interpretació
Per tal de facilitar la comunicació entre persones sordes i oients, s'utilitzen sovint intèrprets de llengua de signes. Aquestes activitats impliquen un esforç considerable per part de l'intèrpret, ja que les llengües de signes són llengües naturals diferents amb la seva pròpia sintaxi, diferent de qualsevol llengua parlada.
L'intèrpret pot interpretar en ambdues direccions: des de la llengua oral cap a la llengua de signes o des de la llengua de signes cap a la llengua oral. En certes circumstàncies, la interpretació també pot donar-se entre dues llengües de signes diferents com, per exemple, entre la llengua de signes catalana i la llengua de signes francesa. La interpretació de llengua de signes, a més, tant pot ser simultània com consecutiva, encara que generalment es practiqui de manera simultània.
De vegades, s'ofereix llenguatge de signes per a programes de televisió que inclouen parla. El signant sol aparèixer a una cantonada inferior de la pantalla, amb el programa que s'emet a mida completa o una mica reduït per aquest racó. Normalment per a les rodes de premsa, el signant es situa a l'esquerra o a la dreta del públic per permetre que tant l'orador com el signant estiguin enquadrats al mateix temps. La interpretació de rètols en directe d'esdeveniments televisius importants és cada cop més comú, però segueix sent una indústria informal En la transmissió analògica tradicional, alguns programes es repeteixen fora de l'horari principal de visualització amb un signant present. Algunes tecnologies emergents de televisió permeten a l'espectador activar i desactivar el signant d'una manera similar a subtítols i Closed Caption.

## Diverses llengües de signes
- Llengua de signes catalana
- Llengua de signes espanyola
- Llengua de signes britànica, australiana i neozelandesa
- Llengua de signes americana
- Llengua de signes nicaragüenca
- Llengua de signes uruguaiana
- Llengua de signes moçambiquesa
- Llengua de signes aràbiga llevantina
- Llengua de signes turca
- Llengua de signes de Mardin